# XRCO

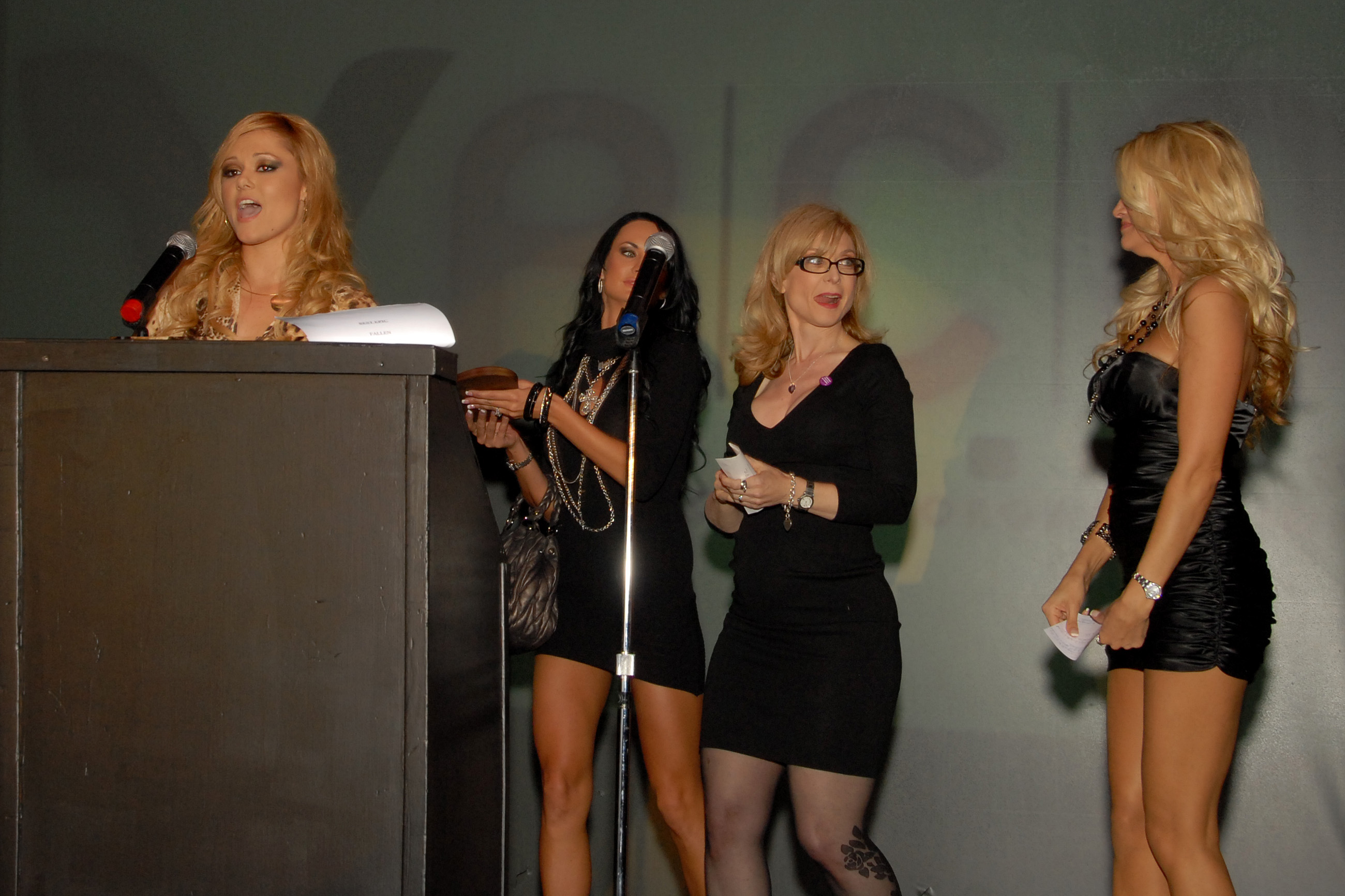
Les presentadores del 25º Aniversari dels premis XRCO a Hollywood, Califòrnia el 17 d'abril de 2009. D'esquerra a dreta: Arianna Armani, Alektra Blue, Nina Hartley i Jessica Drake.

X-Rated Critics Organization (XRCO) és un grup d'escriptors i editors de la indústria del sexe que cada any atorga els premis al reconeixement del progrés dins de la indústria.
L'organització va ser fundada el 1984, composta d'escriptors de Los Angeles, Nova York i Filadèlfia. Jim Holliday, productor guanyador del Premi AVN i historiador, fou el fundador de la X-Rated Critics Organization.
La primera edició dels Premis XRCO va ser a Hollywood el 14 de febrer de 1985. Fins a 1991, els premis es van presentar el Dia de Sant Valentí cada any.
Els seus membres inclouen escriptors d'una àmplia gamma de publicacions per a adults i webs d'Internet. Molts membres treballen a temps complet a aquesta ocupació, i alguns fins i tot tenen títols universitaris amb especialitat en la crítica cinematogràfica. Llista actual de Membres de la XRCO. Arxivat 2007-10-07 a Wayback Machine. Actualment hi ha 27 categories a premiar, inclòs el XRCO Hall of Fame, que honra els assoliments dels artistes intèrprets, directors i pel·lícules.
Jared Rutter, primer President de la XRCO, va dimitir en 2004 i ara és "President Honorífic". Els actuals copresidents són "Dirty Bob" Krotts Dick i Freeman.

## XRCO Hall of Fame

### Membres destacats del XRCO
Els membres clau de la X-Rated Critics Organization inclouen periodistes especialitzats en el gènere, com: Darklady, Gram Ponate i Donen Miller, editor d'AVN.